# Рандрианамбинина, Роджер
Роджер Рандрианамбинина (фр. Roger Randrianambinina, род. 5 ноября 1990) — мадагаскарский шоссейный велогонщик.

## Карьера
В 2013 году на Туре Мадагаскара после третьего этапа стал её лидером, а по итогам всей гонки занял четвёртое место в общем зачёте.
В сентябре 2014 года на чемпионате Мадагаскара стал вторым в групповой гонке. А в декабре того же года поднялся на подиум Тура Мадагаскара в общем зачёте, заняв второе место.
В 2015 году выступил на своей первой зарубежной гонке, которой стал Тур ДР Конго.
В 2016 году отметился победой на втором этапе Trophée des As.

## Достижения
2012
2-й этап на Trophée des As
2013
7-й (TTT) этап на Тур Мадагаскара
2014
2-й на Чемпионат Мадагаскара — групповая гонка
2-й на Тур Мадагаскара
2016
2-й этап на Trophée des As